# Alun
Alun (románul: Alun) falu Romániában, Erdélyben, Hunyad megyében.

## Fekvése
Lunkány mellett, a Kudzsiri-havasokban fekvő település.

## Története
A falu mellett, Bosoródtól délre, a Piatra Roșie dombon 1. századi dák erődítmény maradványait tárták fel. A romániai műemlékek jegyzékében a HD-I-s-A-03200 sorszámon szerepel. Alun korábban Lunkány része volt. 1966-ban 253 lakosából 252 fő román, 1 ukrán volt. 1977-ben 164, 1992-ben 130, a 2002-es népszámláláskor 102 román lakosa volt.